# Roadie

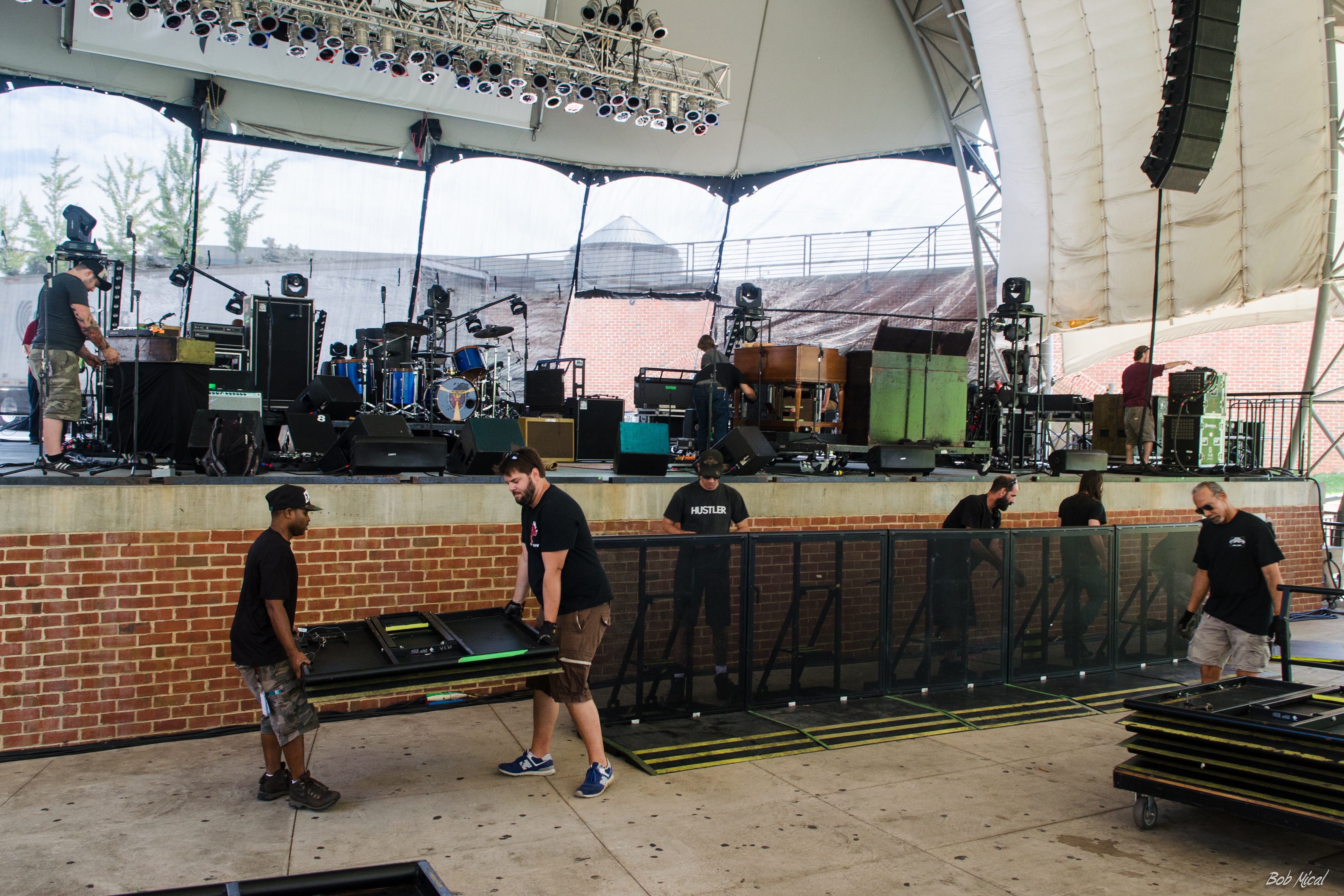
Roadies aan het werk

Een roadie is iemand die meereist met een band of artiest op tournee om alle praktische werkzaamheden te verrichten die noodzakelijk zijn om een liveoptreden mogelijk te maken, zoals het opstellen van de instrumenten, versterkers en luidsprekers, en die na afloop van een concert alles ook weer afbreekt.
De term is afgeleid van het Engelse road ("weg") en geeft aan dat roadies een groot deel van hun werkzame leven reizend doorbrengen. Zij reizen vaak vooruit om alle voorbereidingen op tijd te kunnen afronden.
Sommige roadies brachten het uiteindelijk zelf tot bandlid of liedjesschrijver, zoals Lemmy Kilmister (roadie voor Jimi Hendrix), Jim Sherwood (roadie van The Mothers of Invention), Ben Shepherd (roadie van Nirvana) of Noel Gallagher (roadie van Inspiral Carpets).